# 陳忠 (明朝都指揮同知)
陳忠（？—1424年），京師鳳陽府臨淮縣（今安徽省鳳陽縣）人，明朝政治人物。

## 生平
陳忠初为寬河卫副千戶，后因参加靖难之役，任卫指揮同知，之后因事连坐戍边广西，后跟从征讨交趾，自己率部偷袭黎季犛水寨，并率先登入多邦城。后调任交州左衛，屡有战功，晋升都指挥同知。黎利进攻清化时，战死。